# Lunderskov Station
Lunderskov Station er en dansk jernbanestation i stationsbyen Lunderskov i Sydjylland. Stationen er et knudepunkt, der ligger på Fredericia-Vamdrup-banen og er udgangspunkt for Lunderskov-Esbjerg-banen. Stationsbygningen er fra 1887 er tegnet af N.P.C. Holsøe og er bygningsfredet.

## Historie
Da jernbanen blev ført gennem Lunderskov - og før anlægget af den sydjyske tværbane - var Lunderskov i 1866 kun en meget ubetydelig station med et krydsningsspor og et kort læssespor. Jernbanestationen var oprindeligt en træbygning ca. 100 m. nord for den nuværende jernbanestation. Den oprindelige stationsbygning må formodes at være blevet opført samtidig med den over for liggende kro, Lunderskov Gjæstgivergaard, i 1909 afløst af  Finnemanns Kro eller Lunderskov Hotel.
Man kan af det samtidige avismateriale se, at Bygningsarbejdet på Lunderskov Station med etableringen af den sydjyske tværbane til Esbjerg blev udbudt i Licitation 6. juli 1874, og at tilbuddene skulle være overbaneingeniør C. Bayer i hænde inden 17. juli 1874. I entreprisen lå foruden en ny hovedbygning en ny lokomotivremise. På den nye stations østside blev der så anlagt en tosporet lokomotiv- langremise.
Den i oktober 1874 nyopførte stationsbygning fik en passende, måske endda overdreven størrelse i forhold til Lunderskov som jernbaneknudepunkt. Det toetages midterparti flankeres af enetages partier. Alt i alt en stor og harmonisk bygning, også i sammenligning med tilsvarende stationsbygninger. Linjen mod Esbjerg blev i første omgang trukket uden hensyn til de byer, som banen løb forbi. Først senere har disse byer, f.eks. Andst, Vejen, Brørup mv. etableret sig som stationsbyer.
Stationsbygningen blev fredet i 1992. I Kulturstyrelsens kommentarer til fredningen hed det om det tilhørende vandtårn: "Det vil være et stort tab for stationsmiljøet, om dette markante vandtårn forsvandt." Nu er desværre dette vandtårn i Lunderskov nedrevet.
Postomdelingen i Lunderskov blev formentlig varetaget som et brevsamlingsted i – eller i tilknytning til – stationsbygningen fra og med jernbanens ankomst i 1866. Så vidt, det har kunnet konstateres, skete der ikke nogen ændring heri med bygningen af den nuværende Lunderskov Station i 1874. I udliciteringen af byggeriet af den nye jernbanestation hed det i annonceringen i Fyens Stiftstidende 9. juli 1874, at der ud over den nye jernbanebygning i Lunderskov skulle bygges en ”Postexpedition” i Kolding. 
Først i 1887-88 blev der ”Postexpedition” i Lunderskov iflg. Officielle Meddelelser 1887, s. 53. Og man kan f.eks. i Folkebladet Sydjylland 16. nov. 1893 se, at ”Postexpeditionen” midlertidigt er overdraget ”Postexpedient J. H. Jacobsen”. Og fra denne flytning af postexpeditionen forsvandt en postfunktion fra Lunderskov Gjæstgivergaard, som ellers havde ligget her fra næsten jernbanens ankomst til Lunderskov i 1866 indtil 1888, så vidt man kan konstatere ud fra annoncering af ”Landposten” og ”Dagvogne” fra Lunderskov Gjæstgivergaard v. Gjæstgiver Juhl.
Af Folkebladet Sydjylland 6. okt. 1897 fremgår det, at man siden 1894 havde drøftet, at jernbanebestyreren havde fuldt nok at gøre med opgaverne på ”Krydsningsstationen”, hvor der efterhånden var et ”Brevantal på 122.000”. Tre gange så stort et aktivitetsniveau som Vamdrup Station var man oppe på i 1911 med et tilsvarende større personale på 29 mand.
Problemet i Lunderskov var, at et ”Postexpeditionslokale” ikke kunne tilvejebringes inden for rammerne af den eksisterende jernbanebygning.
Da det bygningsmæssige problem var løst, udnævnte man så 5. nov. 1898 ”Postexpedient” J. R. Bodholdt, Horsens til ”Postmester” i Lunderskov. 1. dec. 1898 kunne Folkebladet Sydjylland ydermere meddele, at ”Lunderskov Postkontor … flyttes fra Jærnbanestationen hen til Maltgjører Juhls Ejendom …”, hvor den nye postmester så tiltrådte postmesterembedet. Maltgjører Juhl var den tidligere Gjæstgiver Juhl.

## Fodnoter
1. ↑  F.eks. annonceret i Fyens Stiftstidende 9. juli 1874. Fhv. museumsdirektør Poul Dedenroth-Schou hævder i en artikel i Kolding Senior, at stationsbygningen først blev opført i 1887-88 efter tegninger af Holsøe fra 1866.[3] Det sidste er korrekt, det første næppe.[4][5]